# 18-as busz (Debrecen)
A debreceni 18-as jelzésű autóbusz a Nagyállomás és a Széna tér között közlekedik. A viszonylatot a Debreceni Közlekedési Zrt. üzemelteti.

## Története
A járat még 1971-ben indult 8Y jelzéssel a Béke útja – Attila tér – Vágóhíd utca – Galamb utca – Szabó Kálmán utca – Mikepércsi út – Monostorpályi út – Konzervgyár útvonalon. A Homokkerti felüljáró építésének befejezése után a Béke útja – Attila tér – Wesselényi utca – Mikepércsi út – Monostorpályi út – Konzervgyár útvonalon közlekedett. 1979. február 24-től a Nagyállomástól indult. 1993-tól a Nagyállomás – Homokkerti felüljáró – Szabó Kálmán utca – Vécsey utca – Monostorpályi út – Cseresznye utca – Széna tér útvonalon közlekedett. 1994-től már a Mikepércsi út – Monostorpályi út útvonalon közlekedett. 1997. április 1-től kapta meg a 18-as jelzést, viszont az útvonala változatlan maradt. 2002. augusztus 1-től közlekedik a jelenlegi útvonalán.

## Útvonala
| Év        | Végállomások              | Útvonal oda                                                                                    | Útvonal vissza |
| --------- | ------------------------- | ---------------------------------------------------------------------------------------------- | --- |
| 1971-1973 | Béke útja – Konzervgyár   | Attila tér – Vágóhíd utca – Galamb utca – Szabó Kálmán utca – Mikepércsi út – Monostorpályi út | Monostorpályi út – Mikepércsi út – Szabó Kálmán utca – Galamb utca – Vágóhíd utca – Attila tér – Szent Anna utca – Klaipeda utca – Kossuth utca – Piac utca |
| 1973-1979 | Béke útja – Konzervgyár   | Attila tér – Wesselényi utca – Homokkerti felüljáró – Mikepércsi út – Monostorpályi út         | Monostorpályi út – Mikepércsi út – Homokkerti felüljáró – Petőfi tér – Piac utca                                                                            |
| 1979-1993 | MÁV állomás – Konzervgyár | Homokkerti felüljáró – Mikepércsi út – Monostorpályi út                                        | Monostorpályi út – Mikepércsi út – Homokkerti felüljáró |
| 1993-1994 | Nagyállomás – Széna tér   | Homokkerti felüljáró – Szabó Kálmán utca – Vécsey utca – Monostorpályi út – Cseresznye utca    | Cseresznye utca – Monostorpályi út – Vécsey utca – Szabó Kálmán utca – Homokkerti felüljáró                                                                 |
| 1994-2002 | Nagyállomás – Széna tér   | Homokkerti felüljáró – Mikepércsi út – Monostorpályi út – Cseresznye utca                      | Cseresznye utca – Monostorpályi út – Mikepércsi út – Homokkerti felüljáró                                                                                   |
| 2002-től  | Nagyállomás – Széna tér   | Homokkerti felüljáró – Mikepércsi út – Monostorpályi út – Cseresznye utca                      | Kaskötő utca – Alma utca – Monostorpályi út – Mikepércsi út – Homokkerti felüljáró                                                                          |

## Megállóhelyei
| 0  | Nagyállomás végállomás | 12 | 1, 2 5, 5A 10, 10A, 10Y, 14, 16, 18Y, 21, 30, 30A, 30I, 30N, 37, 39, 42, 42A, 43, 44, 46, 46E, 46H, 47, 47Y, 48, 49, 49Y, 146, A1, Airport1 S506 sebesvonat, gyorsvonat, IC, EC, expresszvonat |
| ∫  | Debreceni Erőmű        | 10 | 18Y, 42, 44, 47, 47Y, 49, 49Y, Airport1 Helyközi buszok |
| 3  | Híd utca               | ∫  | |
| 4  | Wekerle utca           | 9  | |
| 5  | Óvoda utca             | 8  | |
| 6  | Kabar utca             | 7  | 48 |
| 7  | Konzervgyár            | 5  | 15, 48 |
| 8  | Pohl Ferenc utca       | ∫  | 15, 18Y, 48 |
| 9  | Málna utca             | ∫  | 15, 18Y, 48 |
| 9  | Ribizli utca           | ∫  | 15, 18Y, 48 |
| 11 | Cseresznye utca        | ∫  | 15, 18Y, 48 |
| ∫  | Pajtás utca            | 3  | 15, 18Y |
| ∫  | Alma utca              | 2  | 15, 18Y |
| ∫  | Kaskötő utca           | 1  | 15, 18Y |
| ∫  | Puttony utca           | 0  | 15, 18Y |
| 12 | Széna tér végállomás   | 0  | 15, 18Y |